# Hereford (Herefordshire)
Hereford város az angliai Herefordshire grófságban. A Wye folyó partján fekszik 26 km-re keletre a walesi határtól, 34 km-re délnyugatra Worcestertől valamint 37 km-re északnyugatra Gloucestertől. 50400 lakosával a grófság legnagyobb települése. Elnevezése valószínűleg az angolszász here (egy katonai alakulat neve) valamint ford (átkelőhely folyón) szavakból származik. A város neve walesi nyelven Henffordd vagy Henfordd.
A herefordi katedrálisban (1079-ben épült) őrzik a Mappa Mundi nevű, 13. századi híres világtérképet.
A város vasútállomását 1854-ben nyitották meg és a walesi határvidék vasútvonal egyik jelentős csomópontja.

## Története
Herefordot i.e. 700 körül alapították és hamarosan az angolszász Nyugat-Mercia királyság fővárosa lett. A katedrális a 12. században épült. A város püspökei voltak többek között Thomas de Cantilupe (angol szent) valamint Thomas Charlton (Anglia főkincstárosa).
Herefordról nevezték el Párizs két peremvárosát: Maisons-Alfort, valamint Alfortville. Ez utóbbi területén a 13. században Peter Aigueblanche, herefordi püspök egy uradalmat létesített.
A város urait a Hereford earl-je főnemesi rang illette. A városban egykoron, méreteiben a windsori kastéllyal vetekedő vár áll, amely évszázadokon át az angol-walesi határ biztonságát óvta. Többek között ezt a várat használta IV. Henrik angol király az Owain Glyndŵr elleni hadjárat során. A várat az 1700-as években bontották le, ma egy nagy park áll területén, a Castle Green.
A Mortimer’s Cross-i csata után (1461), a rózsák háborújában, Owen Tudort (VII. Henrik angol király apját) Herefordban végezték ki Sir Roger Vaughan parancsára. A kivégzés helyét ma egy emléktábla jelzi. Sir Roger Vaughant Owen fia, Jasper végeztette ki.
Az angol polgárháború idején a város többször is gazdát cserélt. 1642. szeptember 30-án a parlamentariánusok Sir Robert Harley valamint Henry Grey, Stamford I. earlje vezetésével elfoglalták a várost. Decemberben azonban visszavonulni kényszerültek Gloucesterbe, a vidékre érkező királypártiak elől. 1643. április 23 és május 18 között ismét visszakerült a parlamentáriusok kezébe. 1645. július 31-én az Alexander Leslie, Leven I. earlje által vezényelt 14 000 fős skót hadsereg megostromolta a várost, amelyik azonban ellenállt, így az ostromlók szeptember elején visszavonultak. A város 1645. december 18-án került véglegesen a parlamentáriánusok ellenőrzése alá.
Nell Gwynne, színésznő és II. Károly angol király szeretője Herefordban született. Róla egy utcát is elneveztek. A város másik híres szülöttje David Garrick színész (1717-1779).
Herefordban áll a világ legrégebben lakott háza, az 1204-ben épült Bishop's Palace (Püspöki palota).

## A város szülöttei
- Edward William Lane(wd) (1801–1876), orientalista, lexikográfus
- John Riseley-Prichard (1924–1993), autóversenyző
- Mick Ralphs(wd) (* 1944), zenész
- Frank Oz (* 1944), színész
- Ellie Goulding (* 1986), énekesnő és dalszövegíró
- Lucy Letby (* 1990), sorozatgyilkos
- Connor Wickham (* 1993), labdarúgó